# Obyvatelstvo Afghánistánu

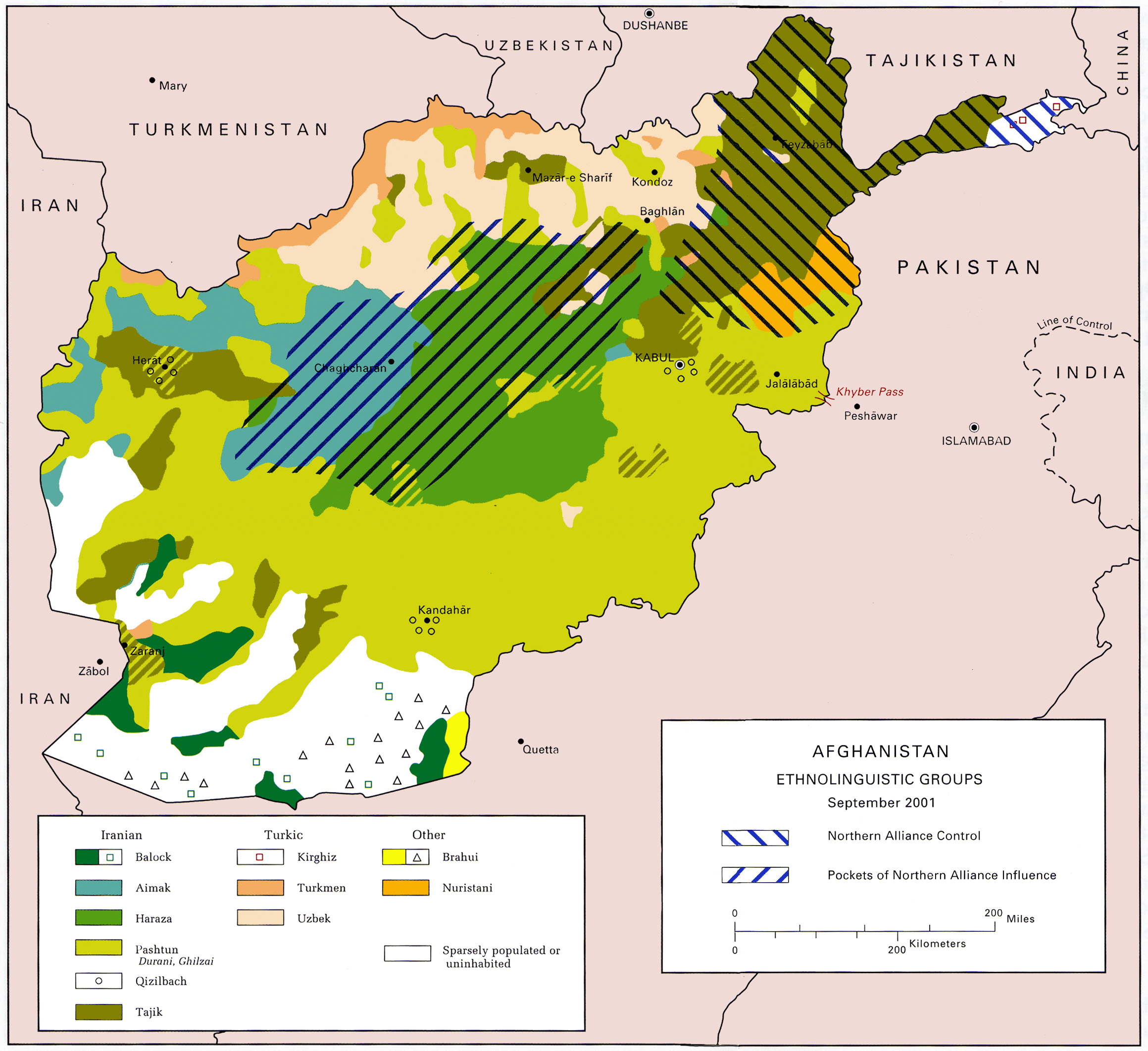
Etnolingvistické skupiny v zemi

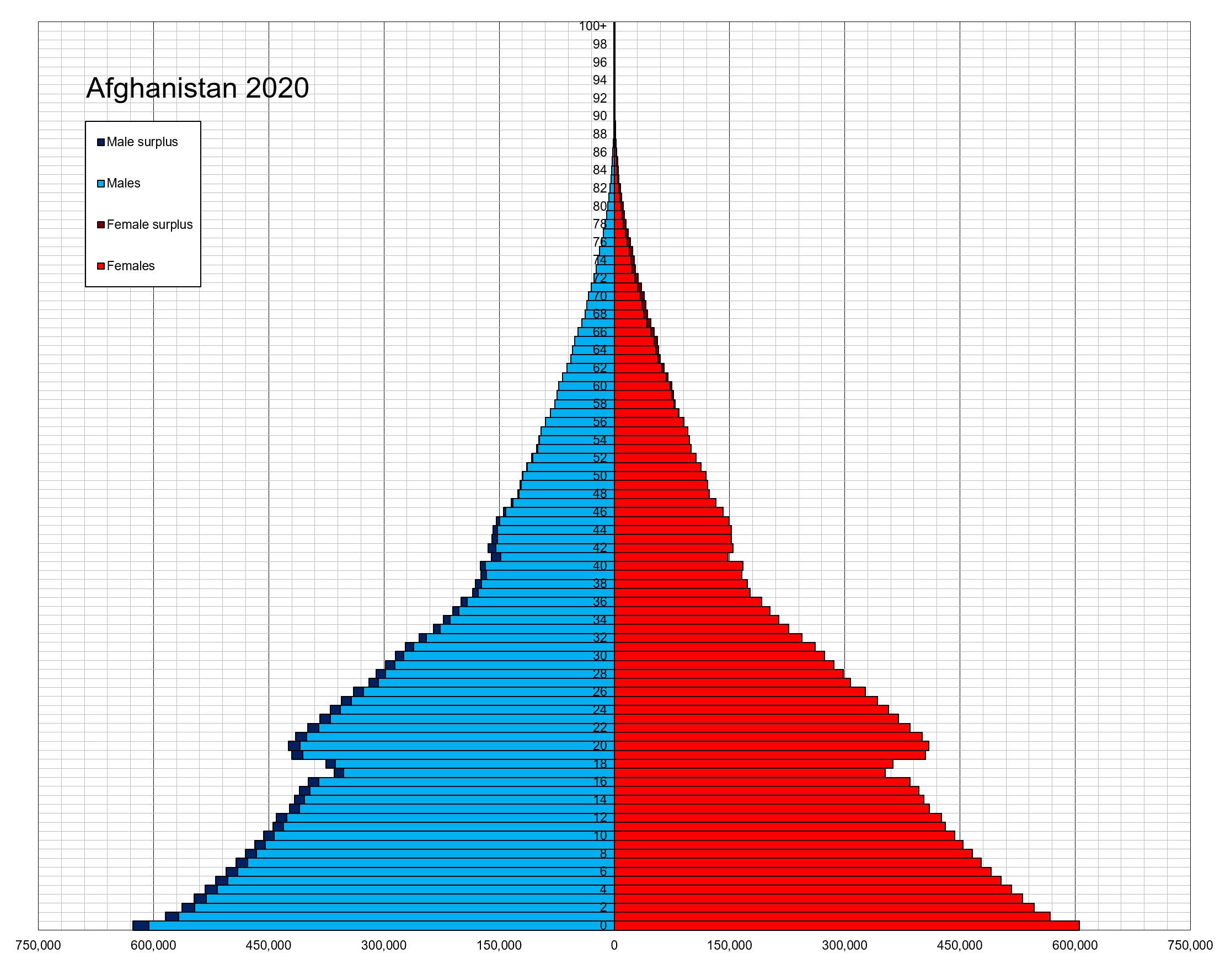
Populační pyramida afghánského obyvatelstva (2020). Modrá: chlapci/muži, červená: dívky/ženy, tmavě: přírůstky. Dva „zuby“ na pyramidě odpovídají letům 2003 a 1980 – rokům, kdy probíhala americká resp. ruská invaze do této země.

Populace Afghánistánu čítala asi 39,8 milionů lidí v roce 2021, což zahrnuje i 2,7 milionu afghánských občanů, kteří žijí přechodně v Pákistánu a Íránu. Obyvatelstvo je složeno z mnohanárodních a mnohajazyčných společností, což odráží jeho místo na křižovatce historických obchodních a invazních tras mezi střední, jižní a západní Asií. Nejpočetnější etnickou skupinou jsou Paštunové, následováni Tádžiky, Hazáry, Uzbeky, Ajmaky, Turkmeny, Balúči a dalšími.

## Jazyky
Paštština a dárí (afghánská perština) jsou úředními jazyky země. Darí se nejvíce používá v oblastch, kde převažují Tádžikové a Hazárové, zatímco paštština v paštúnských kmenových oblastech na jih od pohoří Hindúkuš. Uzbečtina a turkmenština je používána na severu země. Menší skupiny v různých částech země hovoří asi 30 dalšími jazyky. Mnohajazyčnost je běžná po celé zemi, hlavně v největších městech.

## Náboženství
Islám vyznává asi 99% obyvatel země. Odhadem je 80–90% populace sunnitská a náleží k hanífovské islámské právní škole, zatímco 7–19% jsou ší'ité; většina z nich náleží k dvanáctníkům a menší počet ke skupině Ismá'ílíja. Zbylé 1% či méně vyznává jiná náboženství jako sikhismus a hinduismus. Vyjma městské populace ve velkých městech je většina Afghánců uspořádána do kmenových a dalších příbuzenských společenstev na bázi skupin, které mají své tradiční zvyky, například paštúnválí. Většina obyvatel také žije ve venkovských oblastech a věnuje se zemědělství.